# Красный Восход (Рязанская область)
Кра́сный Восхо́д — деревня в Рязанском районе Рязанской области России. Входит в состав Варсковского сельского поселения.

## География
Деревня находится на расстоянии 11 км к северо-востоку от города Рязань, административного центра района и области.

### Часовой пояс
Деревня Красный Восход, как и вся Рязанская область, находится в часовой зоне МСК (московское время). Смещение применяемого времени относительно UTC составляет +3:00.

## Население
| 2010 |
| ---- |
| 59   |